# Іштан
Ішта́н (рос. Иштан) — село у складі Кривошиїнського району Томської області, Росія. Адміністративний центр Іштанського сільського поселення.

## Населення
Населення — 398 осіб (2010; 519 у 2002).
Національний склад (станом на 2002 рік):
- росіяни — 96 %